# Kalina Malehounova
Kalina Malehounova (Antwerpen, 12 december 1985) is een Belgisch actrice. Ze is vooral bekend van haar hoofdrol in De Elfenheuvel en als Kim De Hert in W817.

## Biografie
Ze studeerde af aan het Koninklijk Conservatorium in Gent en startte in september 2008 aan de opleiding Woordkunst aan het Herman Teirlinck Instituut te Antwerpen.
Malehounova was onder andere te zien in de musical West Side Story van Frank Van Laecke en in 2010 ook in Thuis waar ze de rol van Jelena Leshi op zich nam.
In de film Bo van Hans Herbots speelt ze de rol van Jennifer.
Onder jongere kijkers is ze vooral bekend van de Ketnet-soap W817, waarin ze de rol van Kim vertolkte, en De Elfenheuvel, waarin ze de hoofdrol van Saartje op zich nam.

## Televisie
- Recht op Recht (2001) - als Vanessa Van Acker
- W817 (2002-2003) - als Kim De Hert
- Thuis (2010) - als Jelena Leshi
- De Elfenheuvel (2011-2013) - als Saartje Ranonkel
- Aspe (2013) - als Jana
- GoGoGo! (2016) - als Anke
- De regel van 3S (2018) - als yogalerares Peggy

## Film
- Oktobernacht (1997)
- Ten Duinen (2003)
- Bo (2010) - als Jennifer